# Iwan Bogorow
Iwan Bogorow (bułg. Иван Богоров; ur. 1818 w Karłowie, zm. 1892 w Sofii) – bułgarski folklorysta, filolog, tłumacz i prozaik.
Wprowadzał neologizmy do bułgarskiego języka literackiego. Sporządził opis gramatyczny oraz słownik języka bułgarskiego.